# 小行星7212
小行星7212（7212 Artaxerxes）是一颗围绕着太阳运转的小行星，为主小行星带小行星。该小行星于1973年9月29日发现。

## 轨道参数
小行星7212的椭圆轨道的半长轴为2.3024351 UA，离心率为0.112。